# Robert Hébras
Robert Hébras (Oradour-sur-Glane, 29 juni 1925 – Saint-Junien, 11 februari 2023) was de laatst overgeblevene van de zes Franse overlevenden van het bloedbad van Oradour-sur-Glane op 10 juni 1944. Hij was toen 18 jaar oud en ondergedoken in een boerenschuur. Over de tragedie heeft hij een boek geschreven  'Oradour-sur-Glane, le drame heure par heure' .